# Список графов и князей Восточной Фризии

Герб графства и княжества Восточная Фризия

Список графов и князей Восточной Фризии (в.-фриз. List fan hearskers yn Eastfryslân) — хронологический (по времени ношения титула) перечень имён графов, князей и регентов Восточной Фризии, правивших графством и княжеством со времени его основания в 1464 до пресечения династии Кирксена в 1744 году.
Основателем дома Кирксена был Энно Эдцардисна, правитель Гретзиля и Нордена. Вторым браком он был женат на Геле, дочери Аффо Бенинга, правителя Пильзума и Манслагта и Тиадеки Сиарцы из Берума. Чтобы подтвердить своё право на владения жены, Энно Эдцардисна взял её когномен по линии матери — Кирксена.
Ульрих, сын Энно и Гелы, унаследовавший их владения, стал первым графом Восточной Фризии из дома Кирксена, под именем Ульриха I. 1 октября 1464 года Фридрих III, император Священной Римской империи, признал за ним наследственное право на все земли, которыми он владел к тому времени. 23 декабря 1464 года в церкви монастыря францисканцев в Фалдерне состоялась официальная инвеститура, и имперское графство Восточная Фризия было передано дому Кирксена, а Ульрих был возведён в рыцари и стал вассалом императора. За это ему пришлось заплатить большую сумму денег в имперскую канцелярию.
С 1464 под управлением графов, а с 1654 (окончательно с 1662) — князей, по 1744 год феодом правили 15 представителей дома Кирксена и один представитель носил этот титул формально. Некоторые из них умерли до достижения совершеннолетия своими наследниками, и в этом случае феодом управляли их вдовствующие супруги со статусом регента. Всего было 4 регента — дочь восточнофризского вождя, Ольденбургская, Гессен-Дармштадтская и Вюртембергская принцессы. Последним князем Восточной Фризии из дома Кирксена был Карл Эдцард. Он не оставил наследников, и по существовавшему положению, феод перешёл под управление дома Гогенцоллернов, королей Пруссии.

## Правители графства и княжества Восточная Фризия
| №  | Феодал | Феодал                                                                           | Начало | Конец | Примечания |
| -- | ------ | -------------------------------------------------------------------------------- | ------ | ----- | --- |
| 1  |        | граф Ульрих I (Норден, около 1408 — Эмден, 25/26.09.1466)                        | 1464   | 1466  | В монастыре ордена братьев меньших в Фалдерне 23 декабря 1464 года Ульрих из рода Кирксена и его потомки были возведены в достоинство имперских графов Восточной Фризии Фридрихом III, императором Священной Римской империи. Перенёс резиденцию из Гретзиля в Эмден и основал летнюю резиденцию в Аурихе.                    |
| —  |        | графиня-регент Теда (Ольдерзум, около 1432 — Гретзиль, 16.11.1494)               | 1466   | 1480  | Дочь Уко Фоккены (1408—1432), правителя Мормерланда и Эмсигерланда и Гебы, дочери Лютета Аттены, правителя Нордерланда. Вторая жена и вдова Ульриха I. После смерти мужа, при поддержке родственника Зибета Аттены, стала регентом при несовершеннолетнем наследнике.                                                         |
| 2  |        | граф Энно I (01.06.1460 — Фридебург, 19.02.1491)                                 | 1480   | 1491  | Первый сын Ульриха I и Тедды. Не проявлял большого интереса к управлению графством, оставив фактическую власть в компетенции матери. Погиб, утонув во рву перед замком, во Фридебурге. |
| 3  |        | граф Эдцард I Великий (Гретзиль, 1462 — Эмден, 14.02.1528)                       | 1491   | 1528  | Второй сын Ульриха I и Тедды. Добился подчинения от вассалов. Успешно провёл законодательную и финансовую реформы, установил примогенитуру. Пытался включить Гронинген в личный феод. Сторонник Реформации. Покровительствовал лютеранам и цвинглианам.                                                                       |
| 4  |        | граф Энно II (1505 — Эмден, 24.09.1540)                                          | 1528   | 1540  | Первый сын Эдцарда I и Елизаветы фон Ритберг. Исповедовал лютеранство. Фактически правил графством совместно с младшим братом Иоганном I. Отказавшись от династического брака, утратил графство Евер. В ходе войны с герцогством Гельдерн потерял контроль над Харлингерландом.                                               |
| —  |        | граф Иоганн I (1506—1572)                                                        | —      | —     | Второй сын Эдцарда I и Елизаветы фон Ритберг. Титулярный граф Восточный Фризии. Фактически правил графством совместно со старшим братом Энно II. Исповедовал католицизм. Карл V, император Священной Римской империи назначил его штатгальтером герцогства Лимбург.                                                           |
| —  |        | графиня-регент Анна (Ольденбург, 14.11.1501 — Эмден, 24.09.1575)                 | 1540   | 1561  | Дочь Иоганна V (1460—1526), графа Ольденбурга и Анны, дочери Георга I, князя Ангальт-Цербста. Жена и вдова Энно II. После смерти мужа стала регентом при несовершеннолетних сыновьях. Исповедовала кальвинизм. Отменила примогенитуру. Реформировала судебную систему и учредила полицию.                                     |
| 5  |        | граф Эдцард II (Гретзиль, 24.06.1532 — Аурих, 01.03.1599)                        | 1561   | 1599  | Первый сын Энно II и Анны Ольденбургской. Вынужденно делил власть с младшими братьями, после смерти которых стал единоличным правителем. Лютеранин. Вначале фактически правил территориями графства с населением исповедовавшим лютеранство. После Эмденской революции утратил Эмден и перенёс столицу в Аурих.               |
| 6  |        | граф Кристоф (08.10.1536 — 29.09.1566)                                           | 1561   | 1566  | Второй сын Энно II и Анны Ольденбургской. После отмены матерью примогенитуры стал соправителем старшего брата. Не был женат и детей не имел. |
| 7  |        | граф Иоганн II (Аурих, 29.09.1538 — замок Штикхаузен, 29.09.1591)                | 1561   | 1591  | Третий и последний сын Энно II и Анны Ольденбургской. После отмены матерью примогенитуры стал соправителем старшего брата. Кальвинист. Фактически правил территориями графства с населением исповедовавшим кальвинизм. Не был женат и детей не имел.                                                                          |
| 8  |        | граф Энно III (Аурих, 30.09.1563 — замок Лерорт, 15.08.1625)                     | 1599   | 1625  | Первый сын Эдцарда II и Катарины Шведской. Восстановил контроль над Харлигерландом. В ходе противостояния с республикой Соединённых провинций утратил часть суверенитета, подписав Восточно-фризское соглашение, которое подтверждало права и привилегии сословий.                                                            |
| 9  |        | граф Рудольф Кристиан (02.06.1602 — замок Берум, 16.04.1628)                     | 1625   | 1628  | Второй сын Энно III и Анны Гольштейн-Готторпской. В его правление иностранные армии, участвовавшие в Тридцатилетней войне, размещались на территории феода. Начал освоение болотистых низин. Договорился о сборе налогов со всеми сословиями. Утвердил герб графства. Погиб от ранения в глаз, полученного им во время дуэли. |
| 10 |        | граф Ульрих II (06.07.1605 — Аурих, 01.11.1648)                                  | 1628   | 1648  | Третий сын Энно III и Анны Гольштейн-Готторпской. При нём население графства терпело многочисленные лишения. Для жены основал парк Юлианенбург. Основанные им школы в Нордене и Аурихе, носят его имя. |
| —  |        | графиня-регент Юлиана (Дармштадт, 14.04.1606 — Вестергоф, 15.01.1659)            | 1648   | 1651  | Дочь Людвига V (1577—1626), ландграфа Гессен-Дармштадта и Магдалены Бранденбургской. Жена и вдова Энно III. После смерти мужа стала регентом при несовершеннолетнем наследнике. Отправила детей обучаться за границу, а сама вела праздный образ жизни, предоставив управление графством своим фаворитам.                     |
| 11 |        | граф и князь Энно Людвиг (Аурих, 29.10.1632 — Аурих, 04.04.1660)                 | 1651   | 1660  | Первый сын Ульриха II и Юлианы Гессен-Дармштадтской. Надворный советник Фердинанда III, императора Священной Римской империи, который в 1654 году присвоил ему личный титул князя. Успешно боролся с фаворитами матери. Восстановил финансовую систему графства. Умер на охоте.                                               |
| 12 |        | граф и князь Георг Кристиан (Аурих, 06.02.1634 — Аурих, 06.06.1665)              | 1660   | 1665  | Второй сын Ульриха II и Юлианы Гессен-Дармштадтской. 18 апреля 1662 года император присвоил наследный титул имперского князя. При нём конфликт с сословиями был разрешён при посредничестве Нидерландов. Воевал с епископством Мюнстерским.                                                                                   |
| —  |        | княгиня-регент Кристина Шарлотта (Штутгарт, 21.10.1645 — Бруххаузен, 16.05.1699) | 1665   | 1690  | Дочь Эберхарда III (1614—1674), герцога Вюртемберга. Жена и вдова Георга Кристиана. После смерти мужа стала регентом при несовершеннолетнем наследнике. Конфликтовала с сословиями. 22 декабря 1666 года заключила договор с герцогством Ольденбург о границе.                                                                |
| 13 |        | князь Кристиан Эберхард Миролюбивый (Эзенс, 01.10.1665 — Аурих, 30.06.1708)      | 1690   | 1708  | Сын Георга Кристиана и Кристины Шарлотты Вюртембергской. Родился после смерти отца. Сумел договориться с сословиями. Лютеранин, но был толерантен к другим исповеданиям. При нём был закреплён переход феода к дому Гогенцоллернов, правителей Бранденбурга, в случае пресечения главной линии дома Крискена.                 |
| 14 |        | князь Георг Альбрехт (13.06.1690 — замок Сандхорст, 12.06.1734)                  | 1708   | 1734  | Второй сын Кристиана Эберхарда и Эбергардины Софии Эттингенской. Победил в апелляционной войне с сословиями. Во время его правления Восточная Фризия пережила Рождественское наводнение. Построил плотину Каролинензиль. Ввёл племенное разведение домашних животных.                                                         |
| 15 |        | князь Карл Эдцард (Аурих, 18.06.1716 — Аурих, 25.05.1744)                        | 1734   | 1744  | Четвёртый сын Георга Альбрехта и Кристины Луизы Нассау-Идштайнской. Последний князь Восточной Фризии из дома Кирксена. При нём сословия вновь отказались платить налоги в казну. Скоропостижно скончался, не оставив наследника. Есть мнение, что он был отравлен. Правление над княжеством перешло к дому Гогенцоллернов.    |